# 영산여자중학교
영산여자중학교는 경상남도 창녕군 영산면 성내리 599에 있었던 사립 중학교이다.

## 연혁
- 1965년 8월 1일 - 학교법인 삼일학숙 설립인가
- 1966년 2월 8일 - 영산여자중학교 설립인가
- 1966년 3월 2일 - 영산여자중학교 개교
- 2008년 3월 1일 - 폐교 및 영산중학교와 통합

## 같이 보기
- 영산여자고등학교